# Atomic Blonde
Atomic Blonde er en amerikansk spionthriller fra 2017, instrueret af David Leitch og produceret af blandt andet hovedrolleindehaveren Charlize Theron. Filmen er baseret på tegneserien The Coldest City og er en actionpræget historie om spionage og kontraspionage i de sidste dage af den kolde krig i dagene omkring Berlinmurens fald med en hårdkogt kvindelig engelsk spion i centrum.

## Medvirkende
- Charlize Theron som Lorraine Broughton
- James McAvoy som David Percival
- John Goodman som Emmett Kurzfeld
- Eddie Marsan som Spyglass
- Toby Jones som Eric Gray
- James Faulkner som C
- Roland Møller som Aleksander Bremovych
- Sofia Boutella som Delphine Lasalle
- Bill Skarsgård som Merkel

## Handling
Filmen foregår i Berlin i dagene omkring murens fald, hvor der stadig er spioner fra den kolde krig. En engelsk spion dræbes, og en sovjetisk spion får fat i en liste over agenter fra begge sider. MI6 vil have fingre i den og sender Lorraine Broughton (Charlize Theron) af sted for at klare sagen. Hun kommer i kontakt med den lokale engelske agent David Percival (James McAvoy), der kender en østtysker kaldet Spyglass (Eddie Marsan), som har memoreret spionlisten og gerne vil give den videre mod at komme til Vesten. Lorraine bliver hvirvlet ind i det kaotiske miljø i Vest-og Østberlin, hvor hun blandt andet møder de franske agent Delhine Lasalle (Sofia Boutella). Hun kommer i tvivl om Percivals loyalitet og søger hjælp hos østtyske kontakter under ledelse af Merkel (Bill Skarsgård), der hjælper med at arrangere Spyglass' flugt. Det går ikke så let, da russerne Med Bremovych (Roland Møller) i spidsen tilsyneladende har kendskab til planerne. 
Hele denne historie rulles op i en debriefing i London af Lorraine, der forhøres af Gray (Toby Jones) og CIA-agenten Kurzfeld (John Goodman); sidstnævnte var selv i Berlin under forløbet. Der er tvivl om Lorraines rolle, men hendes forklaring accepteres modvilligt af chefen C (James Faulkner). Der er dog endnu en krølle på historien.